# آلبرت شولتز
آلبرت شولتز (به انگلیسی: Albert Schultz) (زاده ۳۰ ژوئیه ۱۹۶۳) بازیگر، کارگردان کانادایی است.
از فیلم‌های معروف او می‌توان به بازی در فیلم پارک سگ اشاره کرد.